# 顾氏希蛛
顾氏希蛛（学名：Achaearanea gui）为球蛛科希蛛属的动物。在中国大陆，分布于海南等地。该物种的模式产地在海南尖峰岭。